# Tricentrus recurvicornis
Tricentrus recurvicornis är en insektsart som beskrevs av Ananthasubramanian 1980. Tricentrus recurvicornis ingår i släktet Tricentrus och familjen hornstritar. Inga underarter finns listade i Catalogue of Life.